# 시마네현도 제43호선
43번 시마네현도(일본어: 島根県道43号隠岐空港線→시마네현도 제43호 오키 공항선)는 시마네현 오키군 오키노시마정의 미사키마치에서 니시다까지 이어주는 현도이자 주요 지방도이다.

## 노선 정보
- 기점: 시마네현 오키군 오키노시마정 미사키마치 (오키 공항)
- 종점: 시마네현 오키군 오키노시마정 니시다 (44번 시마네현도와 교차)

## 연혁
- 1993년 5월 11일: 건설성에서 이 현도인 오키 공항선을 주요 지방도로 승격 및 지정

## 지리
- 통과하는 지자체: 오키군 오키노시마정
- 교차하는 도로: 44번 시마네현도 (종점에서만 교차)
- 연선: 오키 공항